# نورکاسیا (کالداس)
نورکاسیا (انگلیسی: Norcasia, Caldas) یک منطقه مسکونی در کلمبیا است.